# Úžice (Mělník)
Úžice é uma comuna checa localizada na região da Boêmia Central, distrito de Mělník.